# 聖墳墓教会
聖墳墓教会（せいふんぼきょうかい）は、エルサレム旧市街（東エルサレム）にあるキリストの墓とされる場所に建つ教会堂。ゴルゴタの丘はこの場所にあったとされる。
ギリシャ正教系の正教会では復活教会（ギリシア語: Ναὸς τῆς Ἀναστάσεως、アラビア語: كنيسة القيامة、ラテン文字転写：Kanīsa al-Qiyāma）とも称されている。正教会、および非カルケドン派正教会のアルメニア使徒教会等においてはエルサレム総主教の主教座聖堂であり、中東地域の教会行政の中心でもある。

## 歴史
ローマ帝国皇帝コンスタンティヌス1世は325年頃に、キリストの磔刑の場所、ゴルゴタの丘（『マタイによる福音書』27:33など）に教会堂を建てることを命じた。遺骸がアリマタヤのヨセフらによっていったん葬られ、3日目に復活したという墓もその近くのはずであった（『ヨハネによる福音書』19:41-42）。
エルサレムは2度のユダヤ戦争によって破壊され、135年ごろにはローマ風の都市へと再開発されている。このため、ゴルゴタの位置は分からなくなってしまっていた。
伝えられているところによれば、コンスタンティヌスの母ヘレナが326年にエルサレムを訪れ、当時はヴィーナス神殿となっていたこの地で磔刑に使われた聖十字架と聖釘などの聖遺物を発見したとされ、ゴルゴタと比定した。神殿を取り壊して建てられたのが現在の聖墳墓教会である。教会の中の小さな聖堂がイエスの墓とされている。
この場所はエルサレムの旧城壁内にあるが、処刑場は城壁外にあったのではないかという疑念も出されている（『ヘブライ人への手紙』13:12）。聖墳墓教会とは別に、城壁外に「園の墓」（Garden Tomb）があり、聖公会やプロテスタントの一部教派に支持されている。
聖墳墓教会はイエス・キリストに関わる三つの異なった聖地を連結した教会であった。これはバシリカやアトリウム、「Anastasis」と呼ばれるロタンダを含んだ。このロタンダのドームは4世紀の終わりに完成した。
教会はホスロー2世治下のサーサーン朝軍がエルサレムに侵攻し聖十字架を手にいれた614年に、火災によって損傷した。630年には、東ローマ皇帝ヘラクレイオスがエルサレムに入り、教会を再建するために聖十字架を返還した。イスラム教徒の支配下で教会は一定の自治下にあったが、966年のムスリムによる暴動の後、ドアや屋根が燃やされた。更にファーティマ朝のカリフ、ハーキムはキリスト教会の破壊を命じたため、1009年10月18日には教会そのものが一時的になくなってしまった。
ところが、厳しい状況の下、東ローマ皇帝コンスタンティノス9世モノマコスが1048年に小さな教会を再建した。土地は1099年1月15日の第1回十字軍の騎士によって奪還された（エルサレム攻囲戦）。第1回十字軍は自らを武装した巡礼と見なしており、聖墳墓教会で巡礼者として祈るまで自分たちの遠征が完了したとは考えなかった。十字軍の指導者であるゴドフロワ・ド・ブイヨンは彼の生涯で「王」という称号を使わないことを決め、彼自身を「聖墳墓教会の守護者（Advocatus Sancti Sepulchri）」と宣言した。12世紀の編年史家ギヨーム・ド・ティールは、12世紀半ば十字軍が教会をロマネスク様式で修築し鐘楼を加えたことを記している。

## 構造
教会に入ってすぐの場所は、イエス・キリストの身体が埋葬のために準備された場所であると信じられている石物である。
中央のドームにイエスが埋葬され3日後に復活を遂げたとされる「石墓」が存在する。

## 近代以降の歴史と行事
現在この教会は東方正教会（ギリシャ正教）、アルメニア使徒教会、カトリック教会、コプト正教会、シリア正教会の複数教派による共同管理となっており、一日中それぞれ何らかの教派によるミサ・聖体礼儀などの公祈祷が行われている。
聖墳墓教会の管理や優先的な利用を巡って、各教派は欧州各国の思惑も背負って争った歴史がある。聖地エルサレムの管理権問題が一因となったクリミア戦争直前の1846年には死者が出たこともある。このためキリスト教各教派に対して中立である、ヌセイベ氏らイスラム教徒の2つの一族が鍵の管理を委ねられている。夏は朝5時、冬は4時に開門し、キリスト教聖職者が入って祈りを捧げる。
エチオピア正教会は正式な独立教会として認められておらず、オスマン帝国などのイスラム教勢力が強かった時代に迫害から教会を守護し続けていたにもかかわらず、正式な行事には参加出来ない。

聖墳墓教会
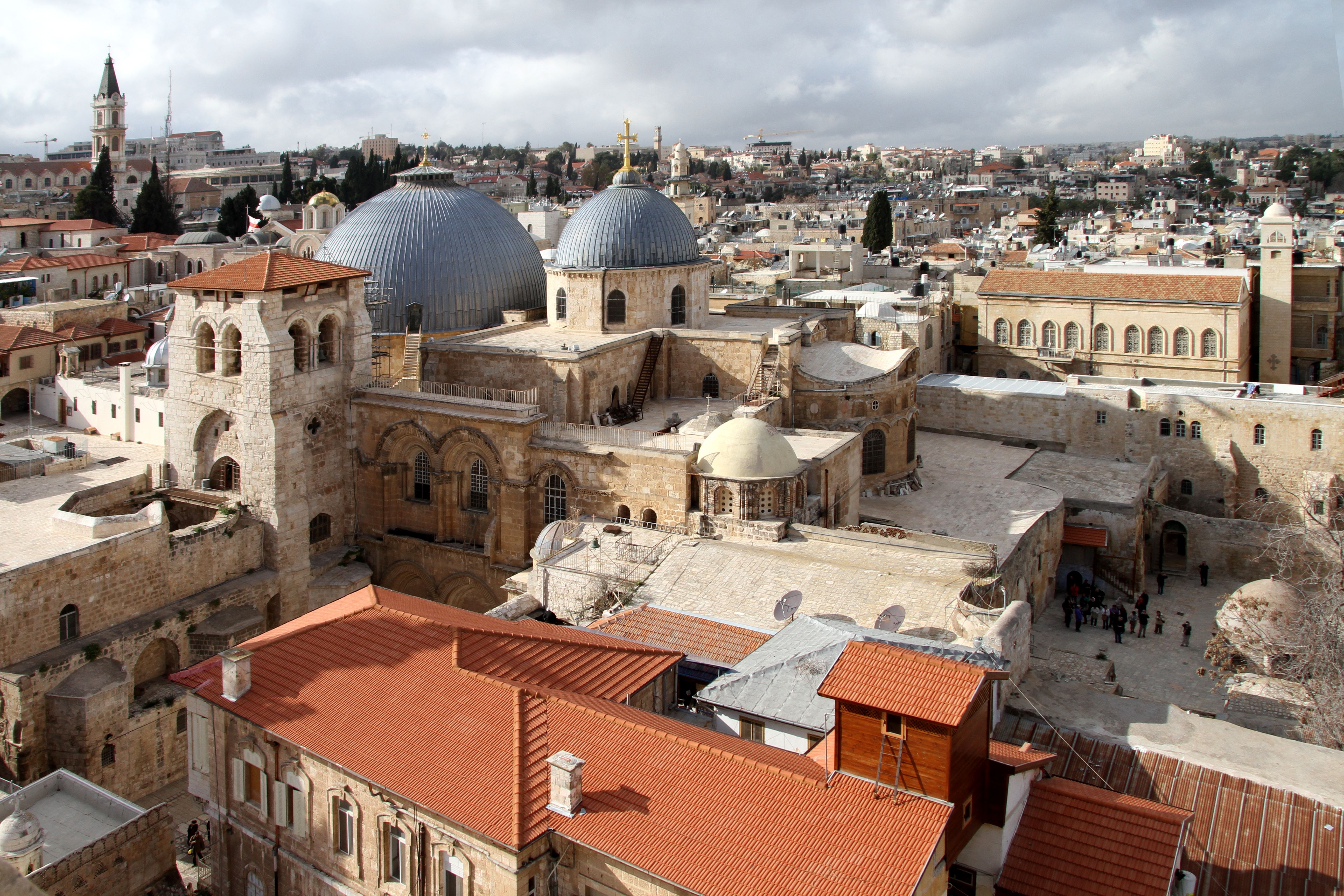
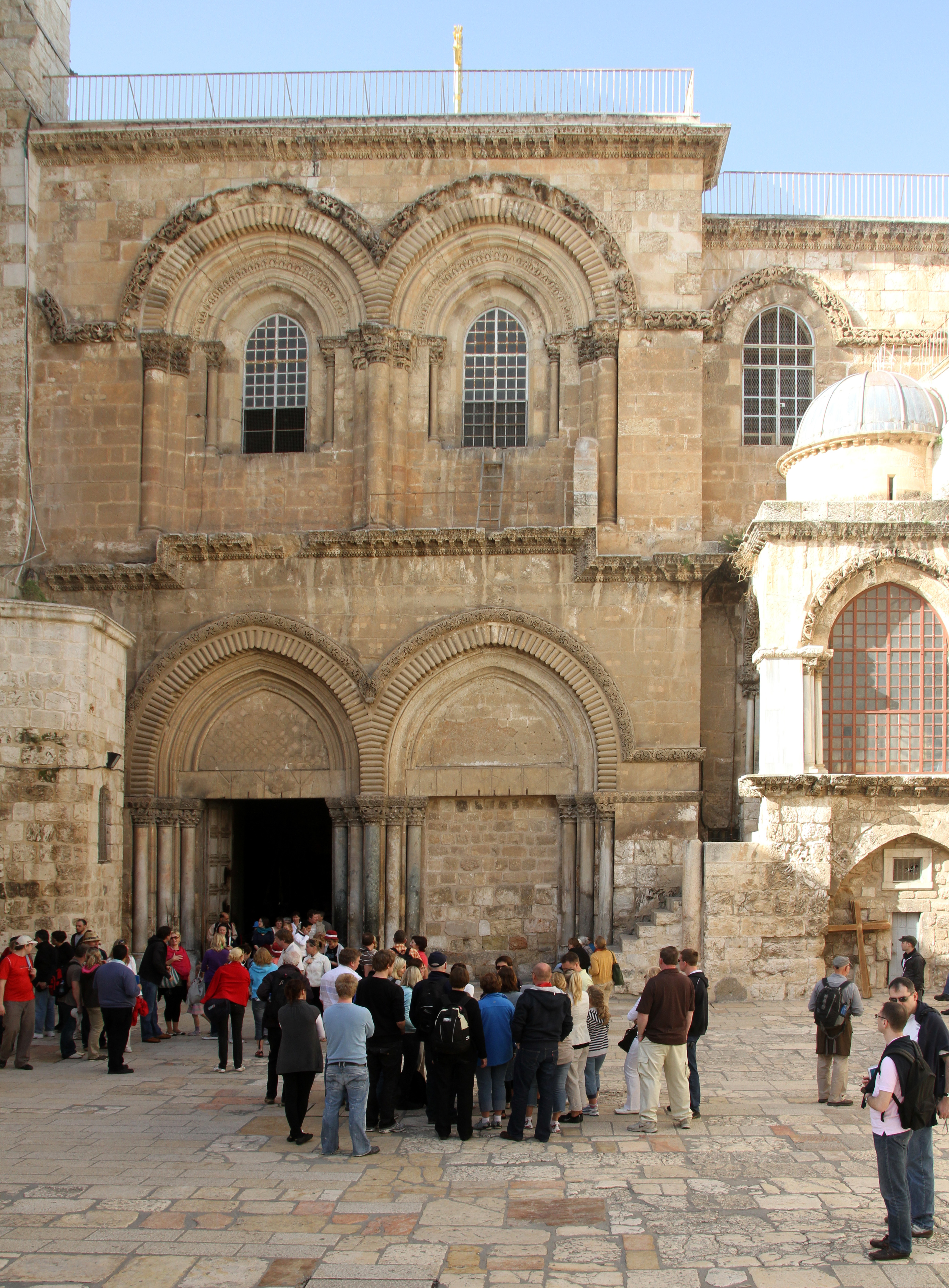
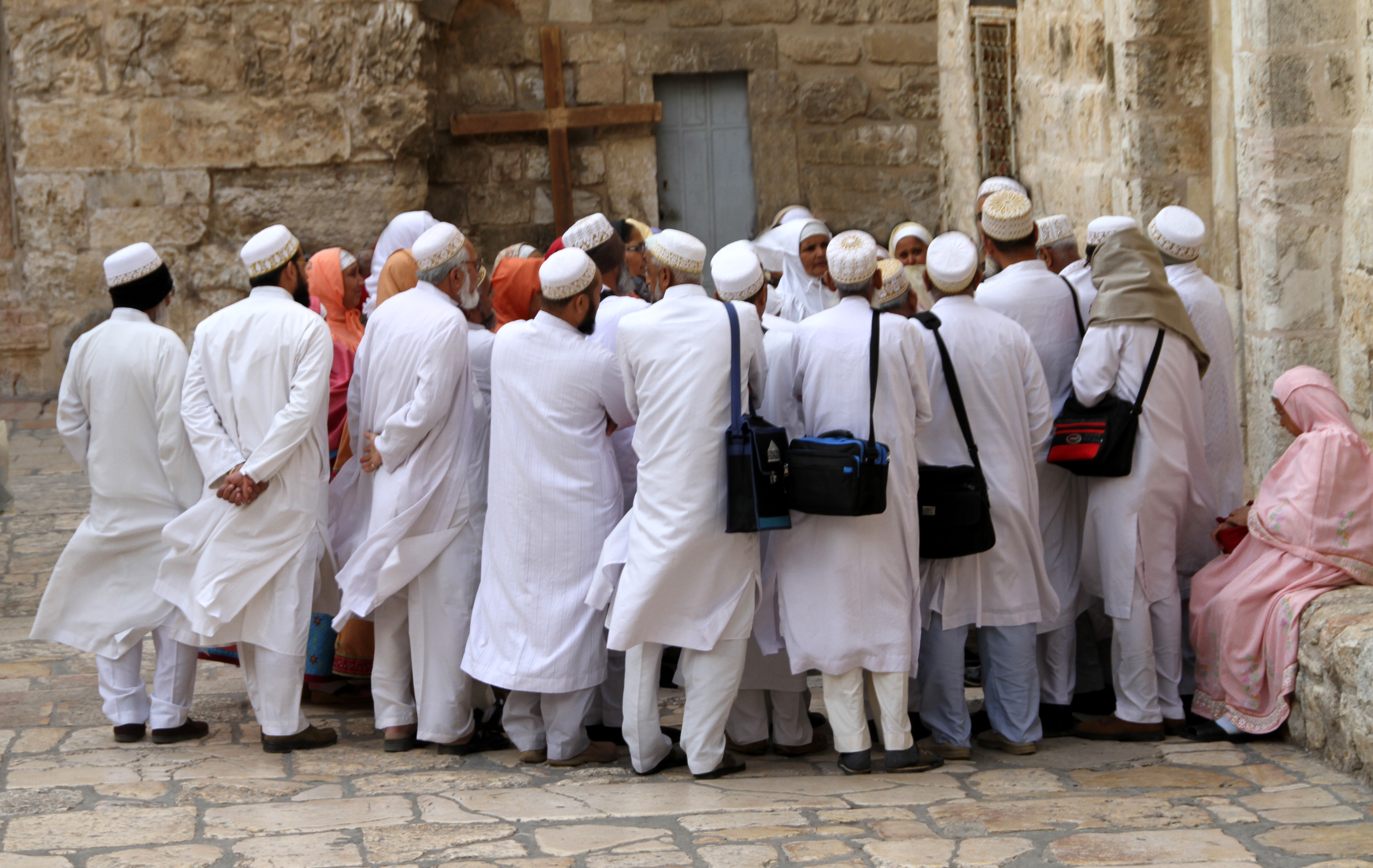
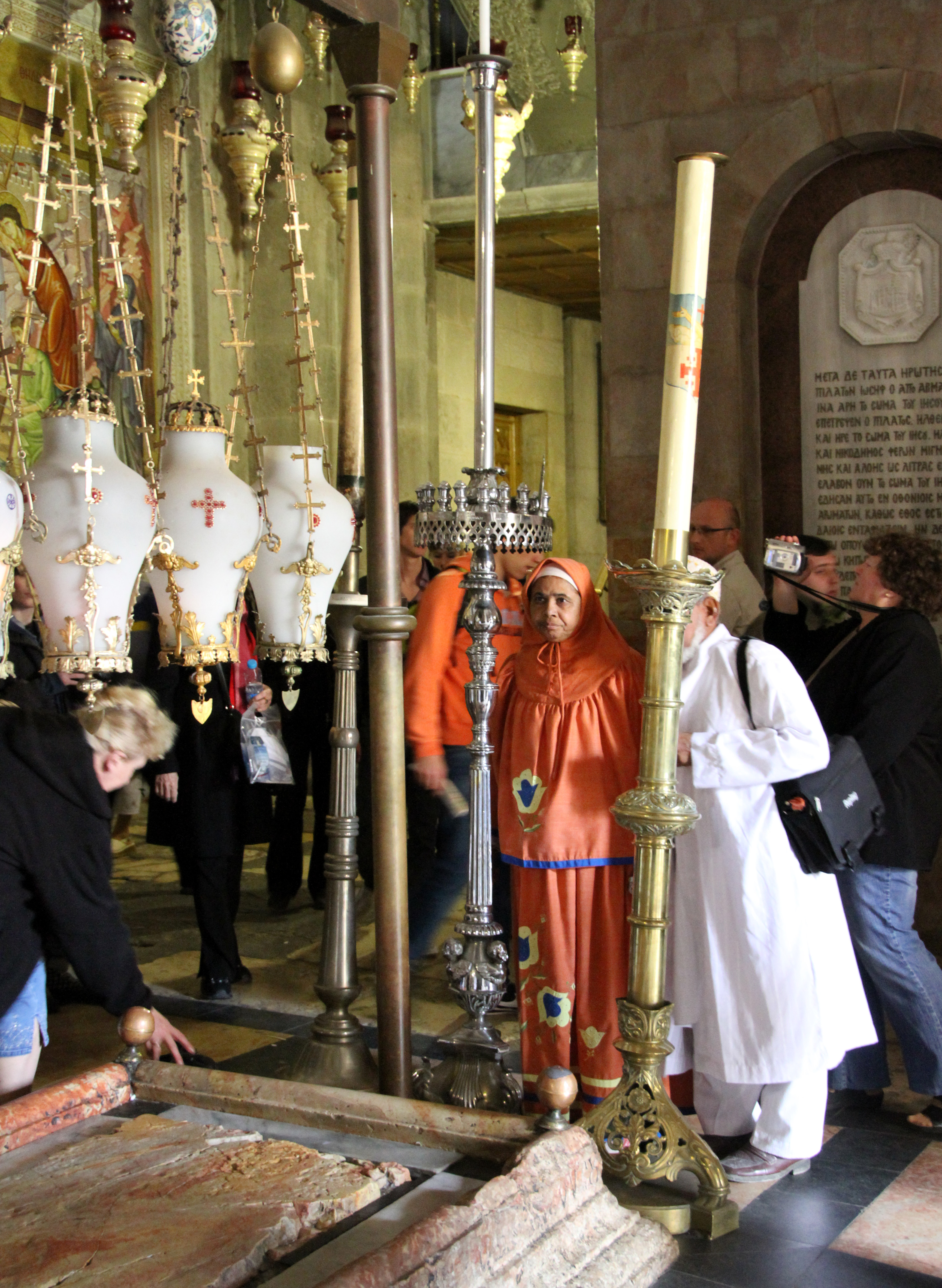
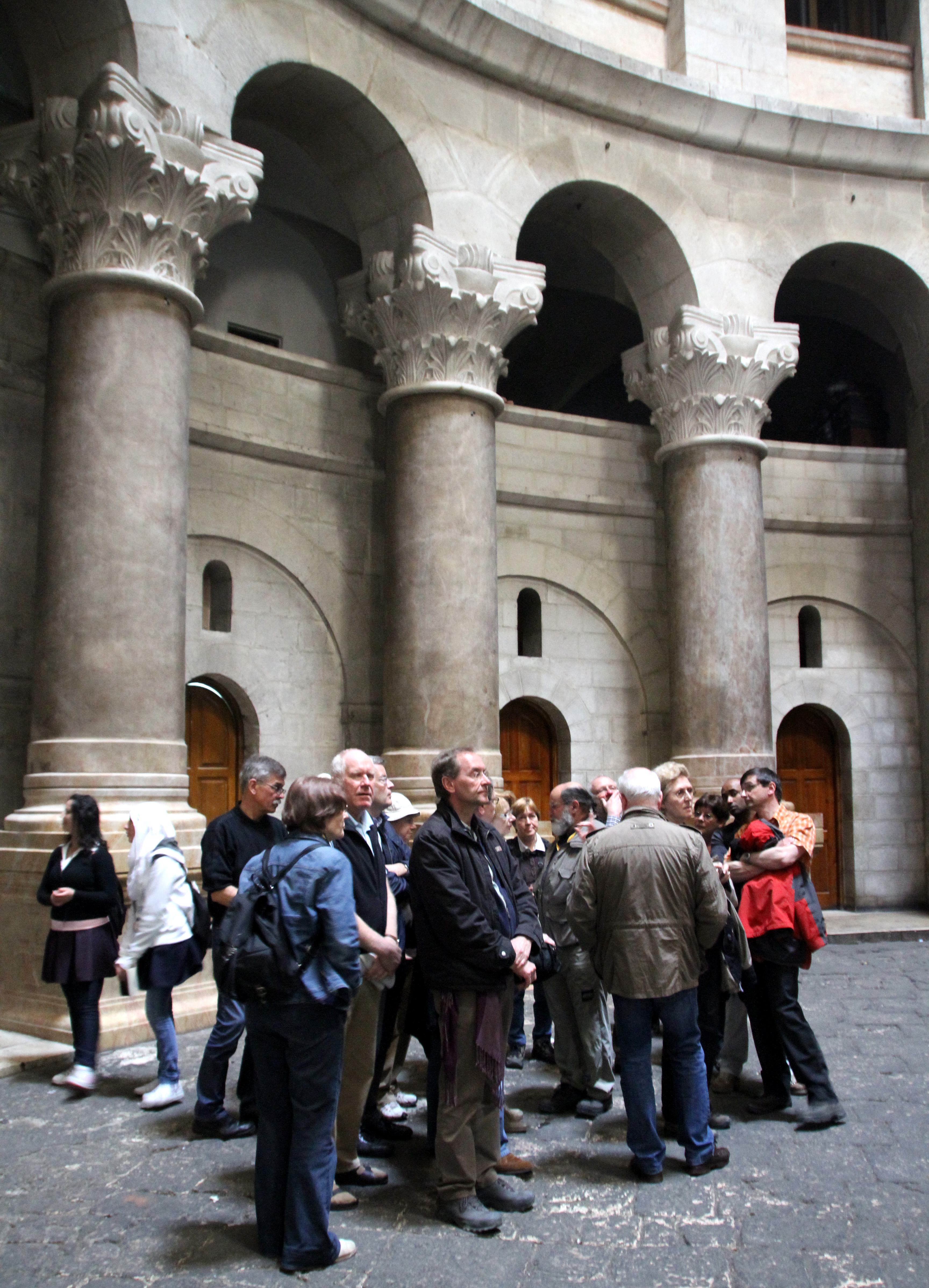
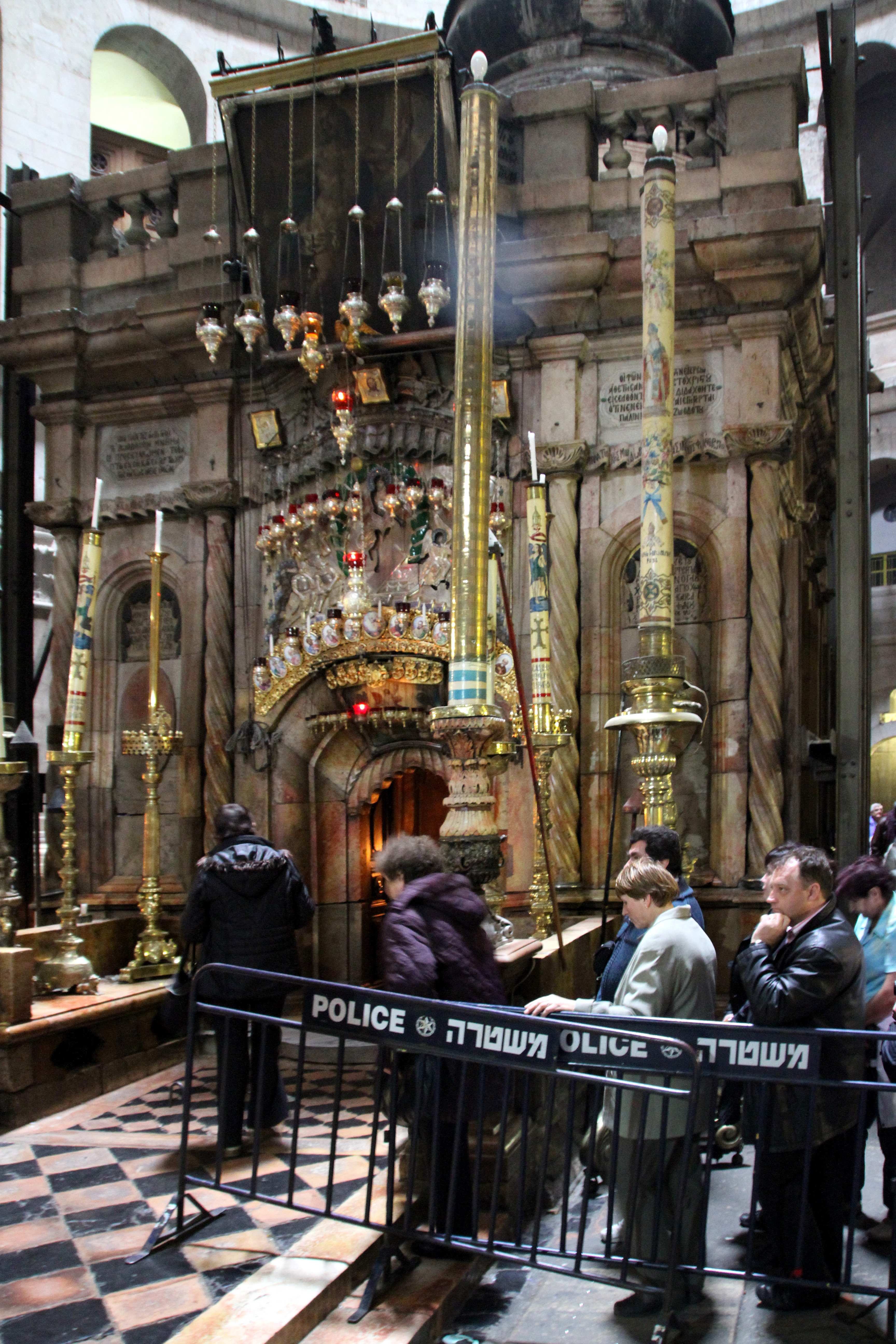
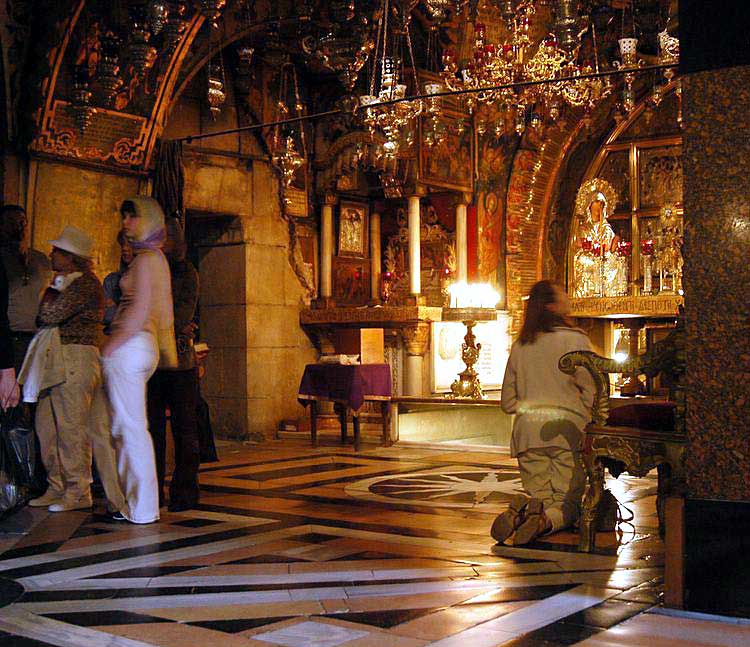
内観
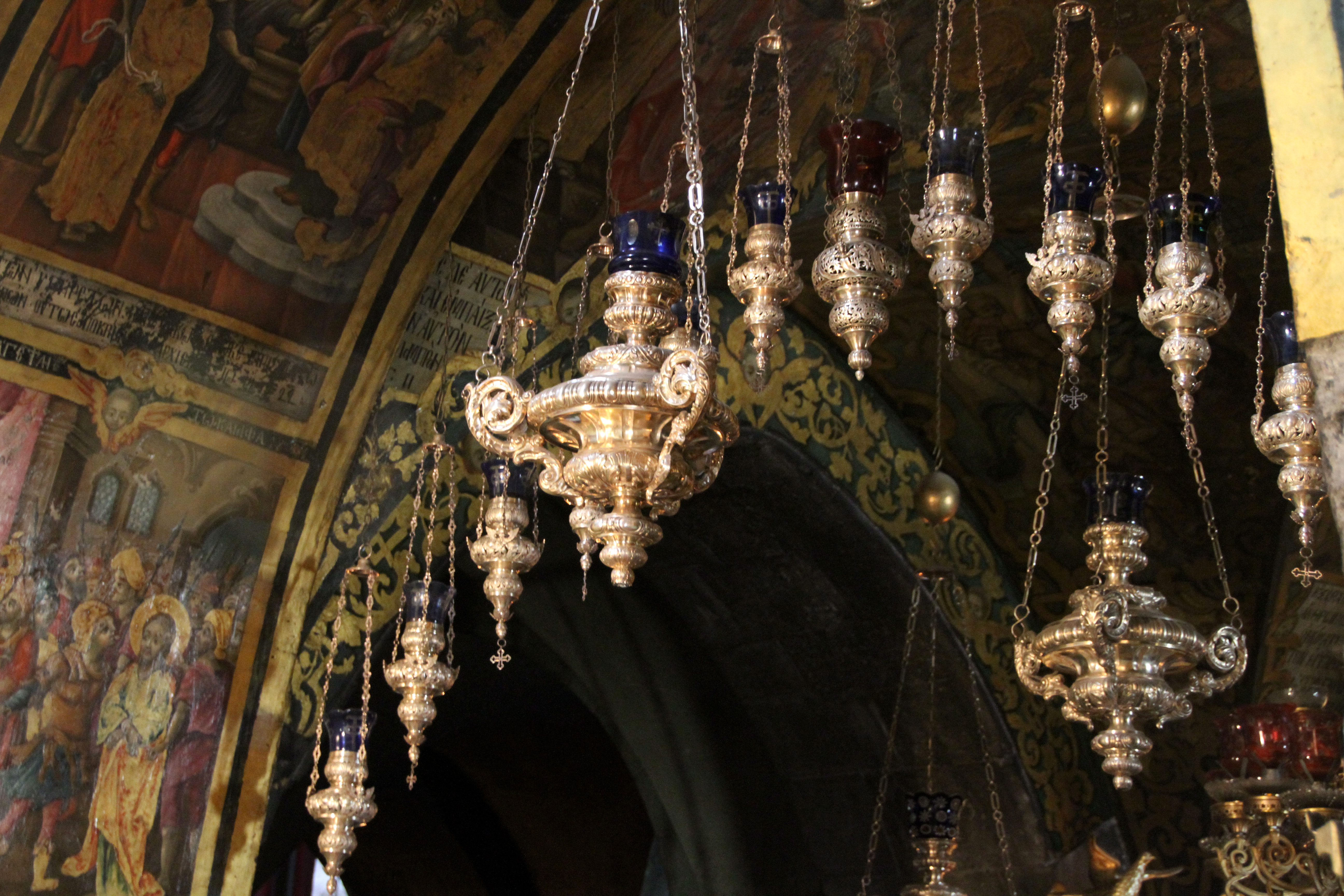
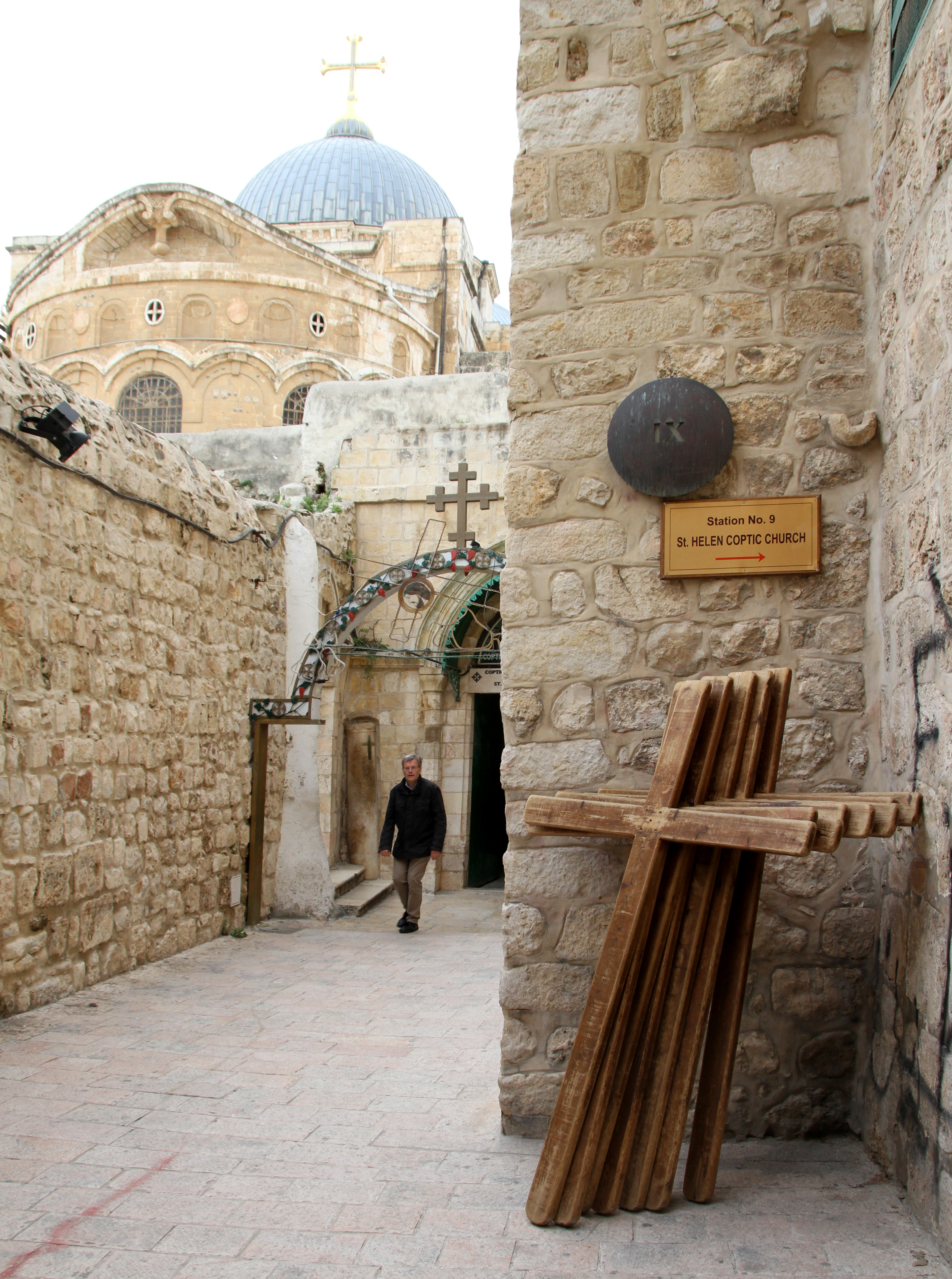